# Fysing Herred
Fysing Herred (tysk Füsingharde) var et herred i Angel i Hertugdømmet Slesvig (Sønderjylland). Herredet er opkaldt efter landsbyen Fysing. 
Herredet udviklede sig ud af et lille fogderi beliggende øst for Slesvig by i Angel. Området tilhørte fra middelalderen Slesvig-biskoppen. Fogderiet omfattede et afgrænset område omkring landsbyen Fysing og sognebyen Torsted samt en del strøgods på Sliherreds territorium (i Kalvtoft i Borne Sogn, Bregnerød og Gejl i Brodersby Sogn samt i Løjt i Løjt Sogn). I en periode regnedes også ejendomme i det Nordangel under Fysing (Markerup og Søgaard i Husby Sogn, Runmark i Rylskov Sogn). I forbindelse med ophævelsen af Svavsted Amt i 1702, fortsatte fogderiet som selvstændigt herred, som dog på mange måder var forbundet med Sli Herred.
Herreds våbenbillede er to krydsede nøgler som symbol på apostel Peter. Den hellige Peter var Slesvig Domkirkes patron. 
Fysing Herred hørte til Gottorp Amt. Området ligger nu i kreds Slesvig-Flensborg i delstaten Slesvig-Holsten (Sydslesvig).